# Чюррия, Патрик
Патрик Чюррия (итал. Patrick Ciurria; род. 9 февраля 1995, Сассуоло, Эмилия-Романья) — итальянский футболист, нападающий клуба «Монца».

## Карьера

### «Специя»
Воспитанник футбольной академии итальянского клуба «Кастелларано». В январе 2019 года на правах арендного соглашения перешёл в «Специю», где стал выступать за юношеский состав до 19 лет. По окончании срока арендного соглашения в июле 2013 года футболист был полноценно выкуплен клубом. Дебютировал за основную команду клуба 10 августа 2013 года в матче Кубка Италии против клуба «Про Партия», выйдя на замену на 55 минуте. Свой первый матч в чемпионате сыграл 24 августа 2013 года против клуба «Читтаделла», выйдя на замену на 65 минуте. В октябре 2013 года подписал с кубом свой первый профессиональный контракт. Также футболист продолжал выступать в команде до 19 лет.
Новый сезон футболист начал 16 августа 2014 года с матча Кубка Италии против клуба «Лечче», также отличившись дебютной результативной передачей. Позже на весь сезон выбыл из распоряжения клуба. Полноценно вернулся в клуб лишь в начале следующего сезона летом 2015 года, который начал со скамейки запасных. Первый матч сыграл 26 сентября 2015 года против клуба «Ливорно», выйдя на замену на 81 минуте. Дебютный гол за клуб забил 9 декабря 2015 года в матче против клуба «Виченца». За сезон футболист успел отличился за клуб забитым голом и результативной передачей, закончив чемпионат на итоговом седьмом месте, отправившись в плей-офф на повышение в классе, где футболист не принимал участие.

#### Аренда в «Зюйдтироль»
В августе 2016 года футболист на правах арендного соглашения присоединился к итальянскому клубу «Зюйдтироль». Дебютировал за клуб 27 августа 2016 года в матче против клуба «Фано», выйдя на поле в стартовом составе. Первым результативным действием за клуб отличился 13 сентября 2016 года в матче против клуба «Бассано Виртус», отдав голевую передачу. На протяжении первой половины сезона был одним из ключевых игроков клуба, успев отличиться 2 результативными передачами. В январе 2017 года был отозван из аренды.

#### Аренда в «Сиену»
В январе 2017 года футболист на правах арендного соглашения присоединился к итальянской «Сиене» до конца сезона. Дебютировал за клуб 29 января 2017 года в матче против клуба  «Лупа Рома», выйдя на поле в стартовом составе. Дебютный гол за клуб забил 4 марта 2017 года в матче против клуба «Ливорно». На протяжении всего сезона оставался в клубе ключевым игроком, отличившись 3 забитыми голами и закончив чемпионат на итоговом двенадцатом месте. По окончании срока арендного соглашения футболист покинул клуб.

### «Порденоне»
В августе 2017 года футболист перешёл в итальянский клуб «Порденоне». Дебютировал за клуб 12 августа 2017 года в матче Кубка Италии против клуба «Лечче». Первый матч в чемпионате сыграл 27 августа 2017 года против клуба «Сантарканджело», выйдя на поле в стартовом составе. В следующем матче 3 сентября 2017 года против клуба «Зюйдтироль» отличился дебютным забитым голом. Футболист быстро смог закрепиться в основной команде итальянского клуба, став одним из ключевых игроков. За сезон отличился 6 забитыми голами и 3 результативным передачами во всех турнирах.
Новый сезон за клуб начал 29 июля 2018 года с матча Кубка Италии против клуба «Альбинолеффе», отличившись первой результативной передачей, благодаря которой на последней минуте основного времени удалось одержать победу. Первый матч в чемпионате сыграл 18 сентября 2018 года против клуба «Фано», также отличившись результативной передачей. Первым голом в сезоне отличился 4 ноября 2018 года в матче против клуба «Самбенедеттезе». По итогу сезона вместе с клубом стал победителем Чемпион итальянской Серии C, заняв первое место в своей группе и получив прямое повышение в Серию B. Также стал обладателем Суперкубка итальянской Серии C.
Первый матч в новом сезоне сыграл 11 августа 2019 года в рамках Кубка Италии против клуба «ФеральпиСало». Дебютный матч в итальянской Серии B сыграл 26 августа 2019 года против клуба «Фрозиноне». Первым голом за клуб отличился 23 ноября 2019 года в матче против клуба «Перуджа». Закончил чемпионат на четвёртом итоговом месте и вместе с клубом отправился в раунд плей-офф за повышение в классе, где по сумме матчей уступил клубу «Фрозиноне». Всего же за сезон футболист оспел отличиться 5 забитыми голами и 6 результативными передачами.
Свой очередной сезон за клуб футболист начал с матча 26 сентября 2020 года против клуба «Лечче». Первым результативным действием в сезоне отличился 30 сентября 2020 года в матче Кубка Италии против клуба «Касарано», отдав голевую передачу. В матче 24 октября 2020 года против клуба «Реджина» футболист отличился первым в сезоне забитым голом. Отличился своим первым дублем 17 апреля 2021 года в матче против «Фрозиноне». За сезон футболист отличился 9 забитыми голами и 12 результативными передачами во всех турнирах.

### «Монца»
В июле 2021 года футболист перешёл в итальянскую «Монцу», с которой подписал трёхлетний контракт. Сумма трансфера составила порядка 1 миллиона 700 тысяч евро. Дебютировал за клуб 14 августа 2021 года в матче Кубка Италии против клуба «Читтаделла», выйдя на замену в начале второго тайма. Первый матч в чемпионате сыграл 22 августа 2021 года против клуба «Реджина», выйдя на поле в стартовом составе. Первым результативным действием за клуб отличился 21 сентября 2021 года в матче против «Пизы», отдав голевую передачу. Дебютный гол за клуб забил 11 декабря 2021 года в матче против клуба «Фрозиноне». Закончил сезон на итоговом четвёртом месте, отправившись в матчи плей-офф на повышение в классе. В полуфинальных матчах футболист вместе с клубом одержал победу над «Брешией», затем в финале по сумме матчей победил «Пизу» и получил путёвку в итальянскую Серию A. Всего за сезон футболист  за клуб отличился 5 забитыми голами и 8 результативными передачами.
Новый сезон за клуб футболист начал 7 августа 2022 года с матча Кубка Италии против клуба «Фрозиноне», выйдя на поле в стартовом составе. Дебютный матч в итальянской Серии A сыграл 13 августа 2022 года против «Торино», выйдя на замену на 63 минуте. Первым результативным действием в сезоне отличился 18 сентября 2022 года в матче против «Ювентуса». отдав голевую передачу. Первым голом за клуб в чемпионате отличился 7 января 2023 года в матче против миланского «Интера». На протяжении всего сезона футболист оставался в клубе одним из ключевых игроков, отличившись 6 забитыми голами и 6 результативными передачами. В рамках чемпионата вместе с клубом остановился на итоговом одиннадцатом месте, сохранив свою прописку в сильнейшем дивизионе. 
В августе 2023 года футболист продлил свой контракт с клубом до 2026 года. Первый матч в новом сезоне сыграл 13 августа 2023 года в рамках Кубка Италии против клуба «Реджана», который по итогу оказался сильнее и вышел в следующий раунд. В чемпионате первый матч сыграл 19 августа 2023 года против миланского «Интера», выйдя на поле в стартовом составе. В следующем матче 26 августа 2023 года против клуба «Эмполи» отличился первой в сезоне результативной передачей.

## Международная карьера
В сентябре 2013 года получил вызов в юношескую сборную Италии до 19 лет. Дебютировал за сборную 6 сентября 2013 года в товарищеском матче против сборной Болгарии, также отличившись дебютным забитым голом. Вместе со сборной выступал в квалификационных матчах юношеского чемпионата Европы. В сентябре 2014 года получил вызов в молодёжную сборную Италии до 20 лет, вместе с которой участвовал в Элитной лиге среди сборных до 20 лет.

## Достижения
«Порденоне»
- Чемпион Серии C: 2018/19
- Обладатель Суперкубка итальянской Серии C: 2019